# Xanthisthisa umbrosaria
Xanthisthisa umbrosaria là một loài bướm đêm trong họ Geometridae.